# 氢氧化镥
氢氧化镥是一种无机化合物，化学式为Lu(OH)3。

## 制备
氯化镥和碱反应，生成碱式盐Lu(OH)2Cl的沉淀，反应液中放置后转化为Lu(OH)2.5Cl0.5，最后陈化为Lu(OH)3。
LuCl3+2 NaOH→Lu(OH)2Cl+2 NaCl
Lu(OH)2Cl+0.5 NaOH→Lu(OH)2.5Cl0.5+0.5 NaCl
Lu(OH)2.5Cl0.5+0.5 NaOH→Lu(OH)3+0.5 NaCl

## 化学性质
氢氧化镥可溶于酸，生成镥盐：
Lu(OH)3 + 3 H+ → Lu3+ + 3 H2O
氢氧化镥受热分解，先生成LuO(OH)，继续加热得到Lu2O3。